# 伯斯矩形體育場
伯斯矩形體育場 (被冠名後名為HBF公園)是一座位於澳洲西澳州首府伯斯的體育場。體育場舉辦體育賽事時最多可容納20,500人，舉辦演唱會最多可容納25,000，2015年紅髮艾德的演唱會曾創下32,000人的紀錄。

## 外部連結
- 官方网站
- 伯斯矩形體育場 at Austadiums